# Javier Montero
Javier Montero (Toledo, 1933-22 de octubre de 2006) fue un actor español.

## Biografía
Cuando era bastante pequeño, se trasladó a vivir a Granada, cuando cumplió 22 años, se trasladó a vivir a Barcelona a hacer sus primeros rodajes en la serie Pequeño hombre en la que actuaba como Luis (El señor de la casa). Ha intervenido en series como Fresa Limonada (actuaba como Sergio), Fernández y Familia (actuaba como el tío de Juanma)... entre otras. Estuvo bastantes años de descanso por estrés.

## Series
- Pequeño Hombre 1955.
- Aída (Intervención) 2005.
- Fresa Limonada (Intervención) 2000/2001.
- Fernández y familia (Intervención) 1993.
- Los de ayer y hoy 1990.
- El Solitario (Intervención) 2008.

## Anuncios
- Ford (Anuncio 34).

## Programas
- ¿Dónde estás corazón?
- Tan agustito

## Teatro
- Los cadáveres de Persia
- Viva nuestro capitán
- El cielo prohibido
- Alcohol bajo prescripción